# Lago Posadas (Santa Cruz)

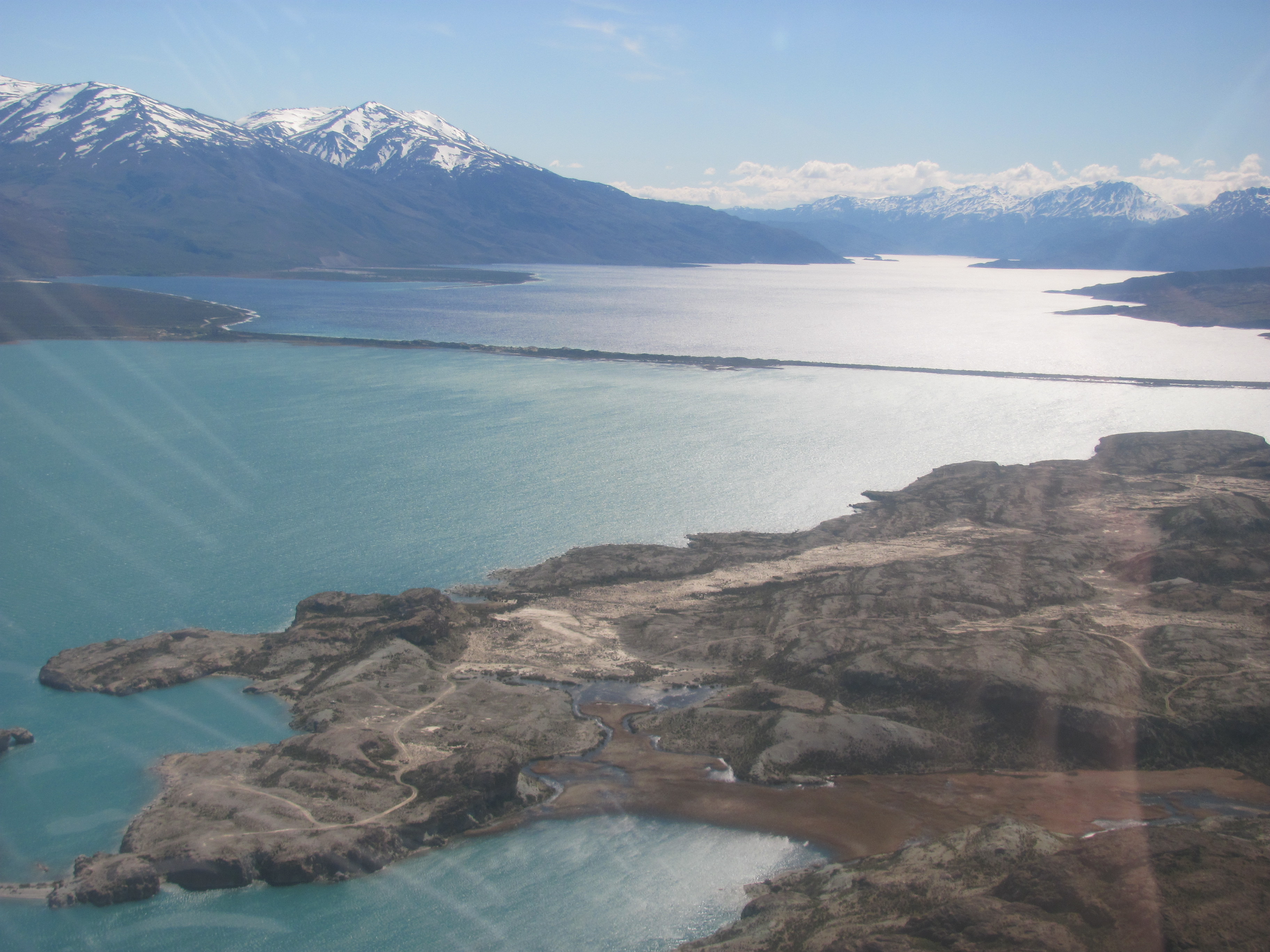
Vista aérea de la unión de los lagos Posadas y Pueyrredón.

Lago Posadas (antes de 2014, Hipólito Yrigoyen) es una localidad en la región de la Patagonia, en el departamento Río Chico, en la provincia de Santa Cruz; Argentina.
Se encuentra ubicado a 7 km del Lago Posadas y 22 km del Lago Pueyrredón. Al pie de la meseta El Águila, a 182 m s. n. m., dentro del valle transversal recorrido por el río Tarde. A 175 km al sur de Perito Moreno, a 73 km de la Ruta Nacional 40, y a 330 km de Gobernador Gregores.

## Población
Contó con 266 habitantes (Indec, 2010), de los cuales 125 mujeres y 166 hombres; lo que representó un incremento del 55% frente a los 171 habitantes (Indec, 2001) del censo anterior. Para el censo 2022 la población se incrementó fuertemente y arrojó 662 habitantes. Además, se registraron 234 viviendas.
| Gráfica de evolución demográfica de Lago Posadas entre 1991 y 2022 |
|                                                                    |
| Fuente: censos nacionales del INDEC                                |

Tiene 480. De habitantes

## Turismo
Ambos Lagos son excelentes para la pesca de Truchas, Salmones, Percas y Pejerreyes. Desde el pueblo pueden realizarse excursiones al cerro del Indio, Garganta del Río Oro y travesía al cerro San Lorenzo, el de mayor altura de toda la provincia.

## Historia
Su origen se remonta a la década del veinte, cuando el pueblo actual fue surgiendo de a poco alrededor del casco de la estancia “Posadas” y su pulpería, perteneciente  al estanciero González Pedroso, quien donó a la provincia un edificio que funcionaba como dormitorio de peones para instalar una escuela hogar. El pueblo fue oficialmente fundado en el año 1959 con el nombre de Hipólito Yrigoyen. Los primeros pobladores llegaron a la zona de Hipólito Yrigoyen a principios del siglo XX, asentándose en grandes establecimientos ganaderos dedicados mayormente a la cría de ganado ovino. Estando a escasos kilómetros de la frontera con Chile,  había en el valle un importante movimiento de personas y mercaderías. El lago Posadas fue paso obligado en la ruta de los arrieros que trasladaban sus animales y fardos de lana hacia los pueblos del Atlántico. Incluso hoy siguen en pie los antiguos hoteles almacenes que brindaban refugio y comida a los viajeros de esa época.

## Clima
Durante el invierno la nieve cubre todo un manto de aproximadamente 20 cm; las heladas no son muy fuertes y la temperatura media es de 10 °C. Durante la primavera aumenta la temperatura y en el verano las temperaturas máximas ronda 24 °C, llegando a superar excepcionalmente los 29 °C. Toda la zona del valle y riberas de los lagos se ven beneficiados por un microclima que posibilita el desarrollo de variada flora y fauna.